# 今夜、宇宙の片隅で
『今夜、宇宙の片隅で』（こんや、うちゅうのかたすみで）は、1998年7月9日から9月24日まで毎週木曜日22:00 - 22:54に、フジテレビ系「木曜劇場」枠で放送されたテレビドラマ。脚本は三谷幸喜。主演は西村雅彦。

## 概要
三谷幸喜が取り組んだ初のラブストーリー。1960年のアメリカ映画『アパートの鍵貸します』をイメージして作られた。
ニューヨークを舞台に、友人同士で一人の女性に恋をしたことで、3人の心情は友情と愛情の間で揺れ動く。そんな3人を中心にした模様を面白くロマンチックに描いた作品。限られた登場人物だけで進行するシンプルな筋立てで、脚本は各回とも質が高く、とても丁寧なつくりだったが、視聴率は概ね10%から12%と苦戦した。一般には受け入れられず、一説には三谷はこの作品の失敗でテレビドラマの脚本に興味を失ったといわれる。
放送終了後1年経って、本作品のシナリオ集がフジテレビ出版より刊行されたものの、増刷されずに絶版となった。
なお三谷はインタビューにて、「今までで一番出来がいいと思う脚本は?」という趣旨の問いに対し、このドラマの第8話「残酷な告白」を挙げている。

## あらすじ
ニューヨークの映画会社に勤務する小菅耕介は、同じアパートに住む川上真琴に恋している。ある日、大学時代からの友人の樋口紀人が耕介の自宅を訪れる。しかしこの直後、真琴が自殺を図って騒ぎになる。耕介と紀人は2人で真琴を助けるが、言葉巧みに女を口説くことが上手い紀人に真琴は徐々に惹かれていく。

## キャスト
- 小菅耕介〈36〉：西村雅彦
真面目だが、引っ込み思案な性格。そのため、紀人にいつもおいしいところを持って行かれる。
- 川上真琴〈29〉：飯島直子
日本にいた頃のOL時代に失恋し、その末にニューヨークへ渡ってヘアメイクアシスタントとして勤めている。寂しがり屋。自殺未遂騒動も不倫が原因だった。
- 樋口紀人〈36〉：石橋貴明
フリーカメラマンで、耕介の大学時代からの友人。グリーンカードの抽選に当選して渡米してから5年になる。口が軽い言葉巧みな、ナンパの達人。
- 「楠」の店長〈61〉: 梅野泰靖
日本食スーパーの雇われ店長。耕介の相談相手で、冷静に話を聞く。
- ミス・ラムーア〈21〉：ミッシェル・ガゼピス
映画会社のアルバイトで、耕介のただ一人の部下。日本語を解さない。
- 安井昌二

（出典：）

## スタッフ
- 脚本 - 三谷幸喜
- 演出 - 河野圭太、佐藤祐市
- 主題歌 - フランク・シナトラ「But Not For Me」(※本放送・配信版のみ)
- 演出補 - 村谷嘉則、岩田和行
- 音楽 - 本間勇輔
- 企画 - 石原隆
- プロデューサー - 関口静夫

## 放送日程
| 各話                                                       | 放送日        | サブタイトル         | 視聴率 | 演出     |
| ---------------------------------------------------------- | ------------- | -------------------- | ------ | -------- |
| 第1話                                                      | 1998年7月9日  | 恋の敗者復活戦       | 16.9%  | 河野圭太 |
| 第2話                                                      | 1998年7月16日 | 巨大な下心           | 13.6%  | 河野圭太 |
| 第3話                                                      | 1998年7月23日 | 宣戦布告             | 13.0%  | 佐藤祐市 |
| 第4話                                                      | 1998年7月30日 | チャンスが来た       | 12.0%  | 河野圭太 |
| 第5話                                                      | 1998年8月6日  | 壁の男               | 10.5%  | 佐藤祐市 |
| 第6話                                                      | 1998年8月13日 | 最後の賭け           | 10.2%  | 河野圭太 |
| 第7話                                                      | 1998年8月20日 | 二番目に好きな男     | 10.1%  | 佐藤祐市 |
| 第8話                                                      | 1998年8月27日 | 残酷な告白           | 12.1%  | 河野圭太 |
| 第9話                                                      | 1998年9月3日  | 女に刺される時       | 8.7%   | 佐藤祐市 |
| 第10話                                                     | 1998年9月10日 | お別れ               | 9.5%   | 河野圭太 |
| 第11話                                                     | 1998年9月17日 | 私を愛した理由       | 10.7%  | 佐藤祐市 |
| 最終話                                                     | 1998年9月24日 | こんなハッピーエンド | 10.5%  | 河野圭太 |
| 平均視聴率 11.5%（視聴率は関東地区・ビデオリサーチ社調べ） |               |                      |        |          |